# کاتسویوکی ساکای
کاتسویوکی ساکای (انگلیسی: Katsuyuki Sakai؛ زادهٔ ۷ سپتامبر ۱۹۸۸) بازیکن راگبی ۷ نفره اهل ژاپن است.